# علية التونسية
عُليّة التونسية (4 نوفمبر 1936 - 19 مارس 1990)، مغنية وفنانة تونسية. بدأت مشوارها الفني في سن 16 وحققت نجاحا ملحوظا،  وفي عام 1957 عندما استقلت تونس وأعلنت الجمهورية ونهضت الإذاعة الوطنية التونسية، نجحت علية في التقدم إلى الإذاعة والتي اعتمدتها كمطربة. وبعدما أحييت أم كلثوم حفلا في تونس عام 1968 استمعت وصحبة الماجدة وسيلة قرينة الرئيس التونسي السابق الحبيب بورقيبة فغنت علية في حضرة أم كلثوم (يا حبيبي كل شيء بقضاء)، فأعجبت بصوتها وعرضت عليها القدوم إلى مصر.
بعد ذلك انتقلت إلى مصر التي كانت بمثابة بوابة للنجومية والشهرة العربية، وشاركت في حفلات الأسبوع الثقافي التونسي التي أقيمت في القاهرة، وبعدها غنت في الحفل الذي نظم بكونسيرفاتوار الموسيقى العربية وبدأت طريق الشهرة، أقامت في مصر 12 عاما، ثم عادت إلى تونس مرة أخرى، حيث توفيت هناك عام 1990.

## نشأتها
ولدت الفنانة علية واسمها الحقيقي «بيّة الرحّال» سنة 1936 في تونس، ترعرعت علية في أسرة كبيرة، وتربت في كنف عمها، وتميزت بصوت حسن وكانت تغني في الحفلات المدرسية. بدأت مشوارها الفني في سن السادسة عشرة عندما اكتشفها عازف الكمان والملحّن رضا القلعي، ولحّن لحن لها الأغنية الرائعة «ظلموني حبايبي» التي سجلت في إذاعة تونس، وحملت الفنانة في البداية اسماً مستعاراً هو «فتاة المنار».
بعد النجاح الكبير الذي حققته هذه الأغنية، لحن لها رضا أغنية ثانية بعنوان «يا قلبي أش بكاك» كلمات «محمد عبد الكافي» كما حظيت بتشجيع ودعم والدها الفنان المسرحي البشير الرحّال، الشيء الذي لم يرق لوالدتها التي رغبت في تزويجها برجل يكبرها سنا والذي رزقت منه بثلاثة أطفال. وقد لاحظ موهبتها المتميزة العديد من المقربين في الوسط الفني لمدير الفرقة الموسيقية لمدينة تونس الدكتور «صالح المهدي»، وتم استدعائها من طرف «الرشيدية»، حيث غنت «برهوم» للمطربة اللبنانية «نجاح سلام» وبذلك دخلت علية لـ «الرشيدية» على بساط من حرير إذ غنت أمام الجمهور بحضور رئيس اللجنة العليا للموسيقى العربية بالقاهرة «احمد شفيق أبو عوف» وصاحب الصوت العذب «محمد عبد المطلب».
كما غنت «قاسي» من كلمات «محمد بورقيبة» وموسيقى «صالح المهدي» وقد صفق لها «محمد شفيق أبو عوف» بحرارة ثم عرض عليها المجيء للقاهرة، وقبل أن تقبل هذه الدعوة، فقد دخلت للمعهد الموسيقي حيث تلقت تكوينا أكاديميا في الموسيقى إلى جانب «خميس الترنان» و «صالح المهدي» كما أنها حظيت بتشجيع من زوجها، وخلال هذه المدة غنت عدة أغاني من تلحين مكتشفها الفنان «صالح المهدي» وشعراء تونسيين آخرين: «الشادلي أنور»، «ونّاس كريّم»، «الهادي الجويني»، «علي شلغم» أو «عبد الحميد ساسي» وهنا أطلق عليها الموسيقار صالح المهدي لقب «علية» اقتداء بأخت الخليفة «هارون الرشيد»، كما أنها تأهلت لنيل لقب «مطربة الجيل» من قبل الجمهور.
كما قدّمت عديد الأغاني الوطنيّة في تونس في فترة ما بعد الاستقلال ومن أشهرها أغنية «بني وطني» التي كتبت كلماتها الشاعر التونسي الكبير «عبد المجيد بن جدو» احتفاء بجلاء القوّات الفرنسيّة سنة 1963 عن مدينة بنزرت التونسيّة. وغنّت أيضا بنجاح القصيد ومنها أغنية «الساحرة» للشاعر التونسي «جعفر ماجد»، إضافة لذلك قامت بجولة فنية في أنحاء المغرب لمدة شهر حيث استضافتها الأسرة الملكية المغربية، وتعرفت على العديد من الفنانين المغاربة من بينهم الفنان «الببضاوي» الذي لحن لها قصيدة بعنوان «أضحى»، لتقضي فيما بعد سنتين في لبنان، وعاشت أيضا في الكويت، وكذلك بعدة دول عربية، وفي سنة 1981 تزوجت من الملحن المصري «حلمي بكر» الذي لحن لها أجمل الأغاني من ضمنها «على اللي جرى» التي تغنى بها عدة مغنيين معاصرين منهم: أصالة، وصابر الرباعي، وفضل شاكر.

## المشوار الفني
لمع اسم المطربة علية التونسية منذ أواخر الخمسينيات وحتى أصبحت في بدايات الستينيات من أشهر المطربات في المغرب العربي، ومن الأبرز في الغناء التونسي هي والمطربة نعمة، وقد ظل هذا الوضع خلال كل السنوات التي تلت انطلاق شهرة كل منهما. ولعل من أشهر ما ردد لها المستمع العربي من أغان أغنيتها (جاري يا حمودة) التي وضع لحنها أحمد حمزة، وتصور البعض خطأ أنها من فولكلور الشمال العربي الأفريقي، من فرط بساطتها وسهولة جملتها اللحنية الأساسية، إلى جانب انتشار الأغنية وترديد معظم الناس لها في غالبية المناسبات واللقاءات الجماعية وليالي الأفراح والمسرات.
ظلت تقدم الأغنية العاطفية مثل «دمعة عينى دمعة» التي رددها الناس، هي وأغنيتها (أروح له بكرة)، ولم ينطلق صوت علية بهذا المستوى من دون مقدمات، لأن بدايات صقل صوتها وقدراتها في الأداء تعود إلى سنوات التكوين، حيث اكتسبت علية هذه المهارات عبر البدايات التقليدية، عندما عرفت فنون النغم وأساليب الغناء خلال التلقين الاعتيادي، وتوجيهات إلى حفظ الأعمال الغنائية المشهورة وترديد أعمال التراث، ولقد شغلت الهواية المطربة علية خلال سنوات الخمسينيات وعلى الرغم من إغراءات الغناء الفرانكو آراب واتجاه الأصوات إلى الغناء المتفرنج، فقد كان اختيار علية لمدرستها الغنائية خلال ترديدها لأغاني أم كلثوم، حيث قدمت هذه الأغاني التي تعبر عن هويتها القومية واختيارها الوطني، خلال السنوات التي غنت فيها في الحفلات وعلى مسارح المنوعات، وأيضاً في ليالي الزفاف والمناسبات السعيدة. كان الحرص العربي في الالتحاق بمدرسة أم كلثوم، وكان الحرص الوطني في التزود بمفاتيح كنوز التراث الغنائي العربي التونسي، حيث نهلت علية من ينابيعه الأولى خلال حرصها على ترديد غنائيات التراث العربي، وتراث الموشحات العربية الأندلسية إلى جانب هذا العشق لألوان غنائيات (المألوف) التونسي.
عندما استقلت تونس وأعلنت الجمهورية وقامت الإذاعة الوطنية التونسية، نجحت علية في التقدم إلى الإذاعة، التي اعتمدتها عام 1957 كمطربة، من خلال لجنة الاختبار التي ضمت كبار المشتغلين بفنون الموسيقى والغناء في تونس، ومنهم أساتذة في معهد الموسيقى العربية هناك، والذي كان من أعلامه الموسيقار صالح المهدي. وعندما زارت أم كلثوم تونس العاصمة وأحيت حفلاتها الشهيرة هناك والتي أقيمت في قبّة المنزه (أكبر صالة رياضة في تونس في ذلك الوقت)، وقبل أن تشدو أم كلثوم في هذه الحفلات التي أقيمت عام 1968 ضمن حفلاتها لمصلحة المجهود الحربي العربي، التقت علية بأم كلثوم وصحبة الماجدة وسيلة قرينة الرئيس التونسي السابق الحبيب بورقيبة فغنت علية في حضرة أم كلثوم (يا حبيبي كل شيء بقضاء) هذا المقطع من رائعة رياض السنباطي وإبراهيم ناجي وأم كلثوم (الأطلال) فأثنت أم كلثوم على طريقتها في الغناء وقالت لها: «لو سمعك رياض السنباطى فسوف يسعد بك كثيرا» ثم أضافت متسائلة: «لماذا لا تجربين حظك في مصر وأنت صاحبة صوت قوي وجميل؟» فشجعها تقدير أم كلثوم على أن تخوض تجربة الانتقال بصوتها لتبدأ تجربتها في مصر، حيث كانت البداية في بداية السبعينيات عندما شاركت في حفلات الأسبوع الثقافي التونسي التي أقيمت في القاهرة والإسكندرية وشاركت علية المطربة نعمة والمطرب أحمد حمزة والملحن الشاذلي أنور وفريق الكورال الغنائي التونسي تقديم ملحمة التحية التونسية لشعب مصر، والتي يقول مطلعها (يا مصر إليك من الخضراء سلام الألفة والحب).
بعدها عادت علية لتشارك في مهرجان الغناء العربي، إذ شاركت فرقة الموسيقى العربية بقيادة عبد الحليم نويرة غناء واحدة من روائع أم كلثوم، فحازت الإعجاب الكبير ونالت تقدير كل من استمع إليها، وعادت أم كلثوم لتشيد مرة أخرى بصاحبة هذا الصوت المقبل من تونس، عندما تحدثت عنه في واحدة من برامج سامية صادق رئيسة التلفزيون في تلك الحقبة من الزمن. وعاشت علية في مصر، ومنها تنتقل وراء فنها وعبر نشاطات غنائية متنوعة في أقطار المشرق العربي، وتمثل هذه الفترة ما لا يقل عن خمسة عشرة عاما من عمر التجربة الغنائية للمطربة علية، وخلال تلك المرحلة قدمت علية تلك الغنائيات المضافة إلى رصيد مرحلتها في تونس والمغرب العربي، وهي مرحلة ازدهرت فيها غنائيات عديدة، وحيث عبرت علية في واحدة من هذه الأعمال عن عظيم تأثيرها وامتنانها لأم كلثوم عندما غنت في حفل تكريم أم كلثوم في عيد الفن وبعد رحيلها عن الحياة في 1975، أغنية «قيثار النغم» التي وضع لحنها محمد الموجي عن كلمات شاعر الشباب الراحل أحمد رامي. ومن ألحان حلمي بكر حققت علية نجاحا كبيراً وهي تقدم الأغنية الوطنية (يا حبايب مصر) كلمات مصطفى الضمرانى التي سجلتها قبل حرب رمضان (أكتوبر 1973) ولم تحقق استجابة واضحة، فإذا بها تصبح حديث الأسماع عندما ترددت عبر الإذاعات المختلفة مع بداية عبور العزيمة في نهار السادس من أكتوبر عام 1973.
وغير هذه الأغنية الوطنية الشهيرة غنت علية العديد من الأغاني التي وضع لحنها حلمي بكر الذي ارتبط بها خلال تلك الفترة من أعوام السبعينيات فكانت من أنجح مجالات تعاونهما كثنائي الأغنية العاطفية (على اللى جرى)، وكما نجحت علية في اللون الوطني نجحت أيضا في اللون العاطفي، وهذا ما حققته أيضا في الأعمال التي غنتها من ألحان بليغ حمدي، ومن أوضحها أغنية (داري يا ليبي دارك) عندما وقعت الأطراف العربية ميثاق طرابلس وقيام اتحاد الجمهوريات العربية بين كل من مصر وسوريا وليبيا، وعلى المستوى نفسه من النجاح حققت علية نجاحا مماثلا وهي تغني من ألحان بليغ حمدي أغنيتها العاطفية الحزينة (أبكي والناس سامعة).
رغم النجاح الذي حققته بتونس فقد انتقلت إلى مصر، حيث غنت في الحفل الذي نظمه «أبو عوف» بكونسيرفاتوار الموسيقى العربية رفقة مجموعة الكونسرفاتوار من تأطير المايسترو «عبد الحليم نويرة» حيث أدت أغنية «يا طالع الصعيد إفرح لي»، وقد لعب «داود حسني» دورا هاما في حياة الفنانة علية في حضور الانتقادات والفنانين المصريين. فقد قضت الفنانة الكبيرة 12 سنة في القاهرة قابلت خلالها أكبر المغنيين والعازفين، كما عرض عليها العديد من كتاب الكلمات نصوصهم، وحصلت على وسام شرف من الرئيس المصري «أنور السادات» على أغنيتها الوطنية «حبايب مصر».

## تمثيل
لعبت دور «ازمرالدا» في مسرحية أحدب نوتردام إلى جانب والدها بشير الرحال والفنان الكوميدي محمد الهادي، وفي السينما فيلم «صفحة من تاريخنا» سنة 1961، لعمار الخليفي ثم «أم عباس» للكاتب محمد مرزوقي وكاتب السيناريو علي عبد الوهاب، إضافة إلى «الزهرة فايزة» و«الحطاب الذيب» ومثلت كذلك إلى جانب المغني «محمد نوح» والفنانة صفاء أبو السعود في فلم «المزيكا في خطر» من إخراج محمود فريد سنة 1976.

## وفاتها

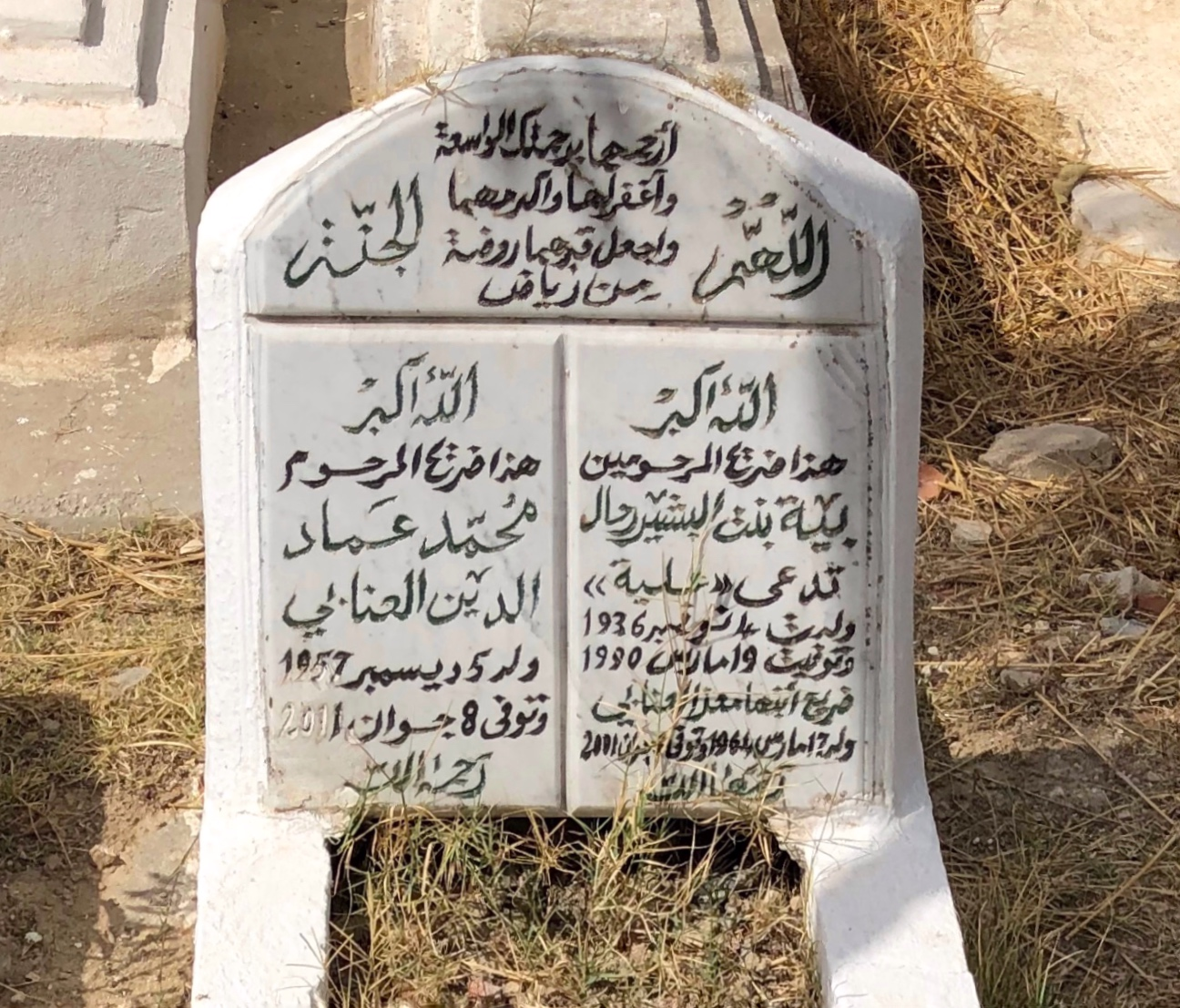
قبر علية بمقبرة الجلاز

بعدما عادت علية إلى تونس سنة 1988، بعد غياب دام خمسة عشر سنة، توفيت في 19 مارس 1990 عن سن يناهز 53 سنة تاركة ورائها مشوار فني غني وجمهور واسع.

## أعمالها
كثيرة من بينها:
- ع اللي جرى، تلحين: حلمي بكر
- دامعة عيني دامعة، كلمات: عبد المجيد بن جدو، تلحين: بليغ حمدي
- كانوا عزاز علينا، كلمات: عبد الرحيم منصور، تلحين: بليغ حمدي
- بني وطني، كلمات: عبد المجيد بن جدو، تلحين: الشاذلي أنور، 1961
- عروستنا تشبه القمر، كلمات: رضا الخويني، تلحين: موريس ميمون
- وحدة الحرية، كلمات: عبد الرحيم منصور (بمناسبة وحدة مصر وليبيا)
- ما نحبّش فضّة وذهب
- الساحرة
- حبايب مصر
- ياللي انت روح الروح
- قالوا زيني
- غالي والله غالي
- استر ياستار
- يا رسول الله
- أمانة ياطير
- فاتن حلوة
- ظلموني
- يمه الباب يدق
- نظرة من عينك
- عيوني سهارى
- ناعورة الطبوع
- تعيشي يا بلادي
- لا القلب قلبي
- غزال القارة
- وين الغوالي
- سرك ودلالك
- راح الهوى
- ليش الهجر
- عز البلاد وفخرها
- يامولي الجناحين الطاير
- أمرني الحب
- ليه الود
- نرجع ونقول
- موشح أطلت الهجر
- هاب القرب
- بيناتكم يا ساكنين الحارة
- خطر حب في المكنون
- فرحنا تمت خطبتنا
- قلت الآه